# Port lotniczy Ísafjörður
Port lotniczy Ísafjörður (isl. Ísafjörðurflugvöllur, IATA: IFJ, ICAO: BIIS) – islandzki port lotniczy w zlokalizowany w miejscowości Ísafjörður.

## Kierunki lotów i linie lotnicze
| Linia lotnicza | Kierunek     |
| -------------- | ------------ |
| Icelandair     | 1. Reykjavík |